# 沈時 (永安縣知縣)
沈時（？—？），安徽凤阳人，清朝政治人物。

## 生平
顺治四年(1647年)，擔任清朝首任廣東惠州府永安縣知縣（現紫金縣知縣）。后由王孫蘭接任。